# Stroncianit
Stroncianit (Sulzer, 1790), chemický vzorec SrCO3 (uhličitan strontnatý), je kosočtverečný minerál. Svým složením i krystalovou strukturou je velmi blízký aragonitu. Nazván podle lokality Strontian ve Skotsku.

## Původ
Ložiskové akumulace stroncianitu jsou vázány na lagunární vápence a jílovce. Občas vzniká i na některých hydrotermálních žilách nebo v dutinách vulkanitů, kde může vzácně tvořit i poměrně dobře omezené krystaly.

## Morfologie
Krystaly obvykle krátce až dlouze prizmatické, protažené podél [001], jehlicovité, pseudohexagonální, až 8 cm dlouhé. Nejčastěji je kusový, popřípadě tvoří stébelnaté, vláknité a zemité agregáty. Dvojčatění: podél {110}, kontaktní nebo méně často penetrační dvojčata, dvojčatění může být i vícenásobné.

## Vlastnosti
- Fyzikální vlastnosti: Tvrdost 3,5, křehký, hustota 3,76 g/cm³, štěpnost nedokonalá podle {110}, špatná podél {021}, lom nerovný až pololasturnatý.
- Optické vlastnosti: Barva: bezbarvý, bílý, šedý, nažloutlý, nazelenalý, někdy též hnědý nebo načervenalý. Lesk skelný, matný, průhlednost: průhledný až průsvitný, vryp bílý.
- Chemické vlastnosti: Složení: Sr 59,35 %, C 8,14 %, O 32,51 %. V kyselinách šumí a lehce se rozpouští. Před dmuchavkou bobtná do tvaru květáku, plamen barví karmínově červeně.

## Podobné minerály
- Aragonit
- Natrolit

## Parageneze
- baryt, kalcit, celestin, harmotom, síra

## Využití
Stroncianit bývá někdy využíván jako surovina na výrobu stroncia a jeho sloučenin, které jsou využívány v pyrotechnice, optice a cukrovarnictví.

## Naleziště
Řídce se vyskytující minerál.
- Česko – Kunětická hora u Pardubic, Kladno. Až 1 cm velké ježkovité a sluníčkovité paprsčité agregáty bílé barvy a jejich skupiny tvoří stroncianit na puklinách vápenců v okolí Třince a Českého Těšína.
- Slovensko – Dúbrava
- Německo – Clausthal, Grund Münster
- Velká Británie – Strontian ve Skotsku
- USA – Strontium Hills v Kalifornii
- a další.